# ليلى عسلاوي
ليلى عسلاوي (وُلدت في 2 سبتمبر 1945 في الجزائر العاصمة-)، هي قاضية وسياسية وكاتبة جزائرية.

## المسار المهني
عُيّنت ليلى أسلاوي وزيرة للشباب والرياضة في 18 يونيو 1991 ضمن حكومة غزالي الأولى بعد مسيرة في سلك القضاء، واستمرت في المنصب حتى 22 فبراير 1992.
في 16 أبريل 1994، عُيّنت كاتبة دولة لدى رئيس الحكومة مكلفة بالتضامن الوطني والأسرة ضمن حكومة رضا مالك (سيفي الأولى)، لكنها استقالت في سبتمبر 1994 احتجاجًا على المفاوضات بين السلطة الجزائرية والجبهة الإسلامية للإنقاذ. وقد قُتل زوجها على يد إسلاميين داخل عيادته لطب الأسنان في 17 أكتوبر 1994.
أسست ليلى أسلاوي وترأست شرفيًا جمعية ضحايا الإرهاب.
في عام 2006، نشرت كتابًا بعنوان المذنبون (Coupables)، كما أصدرت روايتها بلا حجاب، بلا ندم (Sans Voiles, sans remords) سنة 2012، التي حصلت على جائزة جمعية الكتّاب باللغة الفرنسية في مارس 2013.
وفي نوفمبر 2021، عُيّنت عضوًا في المحكمة الدستورية الجزائرية.
وفي 8 يوليو 2025، عيّنها الرئيس عبد المجيد تبون رئيسة للمحكمة الدستورية الجزائرية.